# غنایم (استان اسیوط)
غنایم (به عربی: الغنايم) نام شهر و شهرستانی در استان اسیوط مصر است و در نزدیکی شهر ابو تیج واقع شده‌است.